# Système de classification Info-Muse pour les musées d'ethnologie, d'histoire et d'archéologie historique
Le Système de classification Info-Muse pour les musées d'ethnologie, d'histoire et d'archéologie historique est un outil de référence destiné aux institutions muséales canadiennes. Élaboré en 1992, il inspire essentiellement du système de classification des collections du Service canadien des parcs (aujourd'hui Parcs Canada), qui lui-même est inspiré de The Revised Nomenclature for Museum Cataloging. Ce système est le fruit de la collaboration entre Parcs Canada, le Musée de la civilisation et la Société des musées québécois (aujourd'hui Société des musées du Québec - SMQ).  
Le système regroupe les objets selon leur fonction d'origine, par « catégories » et « sous-catégories ». Il est disponible en anglais et en français (y compris une version web en français et une autre en anglais). Le système a été révisé en 2012.

## Réseau Info-Muse
Le Réseau Info-Muse a été fondé en 1991 par des membres de la Société des musées québécois (aujourd'hui Société des musées du Québec - SMQ) avec la mission de faciliter l’automatisation et l'informatisation des collections au Québec. Il offre des normes documentaires communes, ces normes sont compatibles avec celles du Réseau canadien d'information sur le patrimoine (RCIP) et du Comité international pour la documentation du Conseil international des musées (CIDOC). Le Réseau Info-Muse offre des outils faciles à adapter et portant sur différents aspects liés à la gestion des collections. Un système de mises à jour périodiques rend possible l'ajustement des outils offerts. 
De plus, la base de données Info-Muse, créée en 2001, contient aujourd'hui plus d’un million de notices en provenance de près de 150 musées et organismes connexes, membres de la SMQ. La base de données Info-Muse est hébergée par le RCIP, qui en assure l'entretien et la gestion technique. Cela permet également l’échange d’informations et d'alimenter les bases de données du RCIP.

## Système de classification Info-Muse

### Rôle et utilité au sein des musées
Un système de classification permet de classifier des objets, c'est-à-dire de regrouper des objets similaires. La plupart des musées utilisent une certaine variation de la nomenclature pour la classification des collections.  
- Le système consiste en une présentation hiérarchique de l'information qui facilite l'accès à celle-ci[11].
- Les conservateurs, les archivistes et les chercheurs utilisent les mêmes termes, cela facilite l'échange d'information entre départements et entre musées.
- En employant les termes normalisés, le système offre une identification claire des objets. L'utilisateur peut trouver facilement les objets de même type dans un musée ainsi que mieux contrôler les collections.
- Le système offre un regard global sur les collections, l'utilisateur peut mieux comprendre le contenu des collections et réfléchir aux axes du collectionnement, sur les moyens de recherche et de diffusion des collections plus efficaces.
- Cela facilite la documentation et la gestion automatisées des collections.

### Comparaison des deux systèmes de classification Info-Muse
Le Réseau Info-Muse a élaboré deux systèmes de classification, tous les deux ayant des inspirations différentes :
Le premier est utilisé pour les musées d'ethnologie, d'histoire et d'archéologie historique : il s'inspire essentiellement du système de classification des collections du Service canadien des parcs (aujourd'hui Parcs Canada), qui lui-même s'inspire de The Revised Nomenclature for Museum Cataloging. 
Le deuxième, le Système de classification Info-Muse pour les musées de beaux-arts et d'arts décoratifs, s'appuie sur l'Art & Architecture Thesaurus (en) (AAT) et sur la pratique actuelle. 
Les deux systèmes ont une morphologie spécifique, alors nous ne pouvons pas utiliser les deux systèmes de classification simultanément, ni modifier la structure d'un système proposé.

## Organisation du système
Le système de classification Info-Muse regroupe les objets selon leur fonction d'origine. La plus petite unité dans la hiérarchie est le « nom de l'objet », l'unité intermédiaire est la « sous-catégorie », la plus grande est la « catégorie ». Cette structure crée une organisation logique de l'information sur l'identification des objets. Voici un exemple:  
Classification d'un couteau en argent dans un musée d'ethnologie, d'histoire ou d'archéologie historique.  
| Catégorie de l'objet      | Outillage et équipement pour le traitement de matières premières |
| Sous-catégorie de l'objet | Service des aliments                                             |
| Nom de l'objet            | Couteau                                                          |

### Liste des catégories et sous-catégories
Le système de classification pour les musées d'ethnologie, d'histoire et d'archéologie historique possède 10 catégories.  
| Catégories                                                          | Sous-catégories |
| 1. Construction et éléments distinctifs                             | • Bâtiment • Élément d'un bâtiment • Élément complémentaire d'un emplacement • Autre construction |
| 2. Ameublement et décoration                                        | • Accessoire de maison • Chauffage • Éclairage • Literie • Mobilier • Recouvrement de porte et de fenêtre • Revêtement de sol • Sanitaire |
| 3. Vêtements et accessoires                                         | • Accessoire de toilette • Accessoire personnel • Accessoire vestimentaire • Chaussure • Coiffure • Ornement • Sous-vêtement • Vêtement de dessus |
| 4. Outillage et équipement pour le traitement de matières premières | • Agriculture • Bijouterie • Élevage et soins des animaux • Fabrication de matériaux de particules • Fabrication des produits du tabac • Foresterie • Horlogerie • Lapidairerie • Mines et extraction des minerais • Pêche et piégeage • Peinture et recouvrement • Perruquerie • Savonnerie • Service des aliments • Traitement des aliments • Travail de la pierre et maçonnerie • Travail de matériaux composites • Travail de matériaux d'origine animale • Travail des fibres et confection • Travail du bois • Travail du métal • Vannerie |
| 5. Armement, sciences et technologies                               | • Acoustique • Arme à feu • Arme blanche • Arme contondante • Armure • Arpentage et navigation • Artillerie • Astronomie • Attirail • Biologie • Chimie • Chronométrie • Commerce • Électricité et magnétisme • Énergie thermique • Entretien ménager et maintenance • Géologie • Mécanique • Médecine et psychologie • Météorologie • Métrologie • Munition • Optique • Physique nucléaire • Production d'énergie • Protection civile • Terrassement et construction • Autres sciences et technologies                                          |
| 6. Outillage et équipement pour la communication                    | • Communication écrite • Communication sonore • Communication visuelle • Graphisme • Impression • Musique • Photographie • Télécommunication • Traitement de l'information • Autres moyens de communication |
| 7. Transport et manutention                                         | • Emballage • Transport aérospatial • Accessoires pour le transport aérospatial • Transport ferroviaire • Accessoires pour le transport ferroviaire • Transport maritime • Accessoires pour le transport maritime • Transport terrestre à traction animale • Transport terrestre à traction ou à propulsion humaine • Transport terrestre à traction ou à propulsion mécanique • Accessoires pour le transport terrestre |
| 8. Moyens d'expression                                              | • Art décoratif • Attribut • Monnaie d'échange • Objet de cérémonie et de culte • Œuvre sur papier • Peinture • Pièces et documents • Sculpture • Support publicitaire • Autre forme d'art |
| 9. Sport et divertissement                                          | • Sport et divertissement • Équipement récréoculturel • Équipement récréosportif • Équipement sportif • Jeu • Jouet |
| 10. Objets à fonction indéterminée                                  | • Fonction inconnue • Objet multifonctionnel • Partie d'objet |

### Définition des termes
Les listes de termes sont proposés pour les catégories et les sous-catégories. Chaque terme est accompagné d'une définition qui est faite à partir du document de Parcs Canada. Par exemple :
Pour la catégorie « 3. Vêtements et accessoires » :
| 3. Vêtements et accessoires |
| Objets façonnés créés pour répondre aux besoins personnels d'un individu, comme les vêtements, les parures, les protecteurs ou les articles d'hygiène corporelle. |

Pour le sous-catégorie « chaussures » :
| chaussures |
| Objet façonné créé pour être porté sur les pieds ou les jambes afin de les protéger ou les couvrir. Cette sous-catégorie comprend entre autres les bottes, les bas et les guêtres. |

## Comment l'utiliser dans le système documentaire Info-Muse
Les zones « catégorie de l'objet » et  « sous-catégorie de l'objet » ne sont pas considérées comme des zones obligatoires du système documentaire Info-Muse. Cependant, durant l'élaboration d'un projet d'informatisation des collections, il vaut mieux les inclure dans le projet. Cela augmente les performances de la recherche dans la base de données du musée lui-même ou dans la base de données Info-Muse. Ainsi, la documentation et la gestion automatisées des collections par la suite seront plus faciles.
En outre, il peut être utilisé dans les zones « catégories » et « classe » de la base de données des sciences humaines Artefacts Canada. 

### Règles d'inscription
1. Respectez l'orthographe mentionnée dans la liste des « catégories»  et « sous-catégories » du système de classification.
2. Le système documentation permet d'inscrire maximum deux catégories et sous-catégories pour un même objet. Dans ce cas-là, les deux entrées doivent être séparées par un point-virgule suivi d'une espace.
3. Si deux sous-catégories font partie de la même catégorie, il n'est pas nécessaire d'inscrire deux fois le nom de cette catégorie[13].

### Cas particuliers
Des questions surgissent face à l'utilisation du système de classification. Des recommandations sont offertes par le Réseau Info-Muse.